# エスミル・ロジャース
エスミル・アントニオ・ロジャース（Esmil Antonio Rogers, 1985年8月14日 - ）は、ドミニカ共和国サントドミンゴ出身のプロ野球選手（投手）。右投右打。現在は、メキシカンリーグのベラクルス・イーグルス所属。
CPBLでの登録名は「羅傑斯」。兄のエド・ロジャースもプロ野球選手で、ボルチモア・オリオールズで3シーズンのメジャー経験がある。

## 経歴

### プロ入りとロッキーズ時代

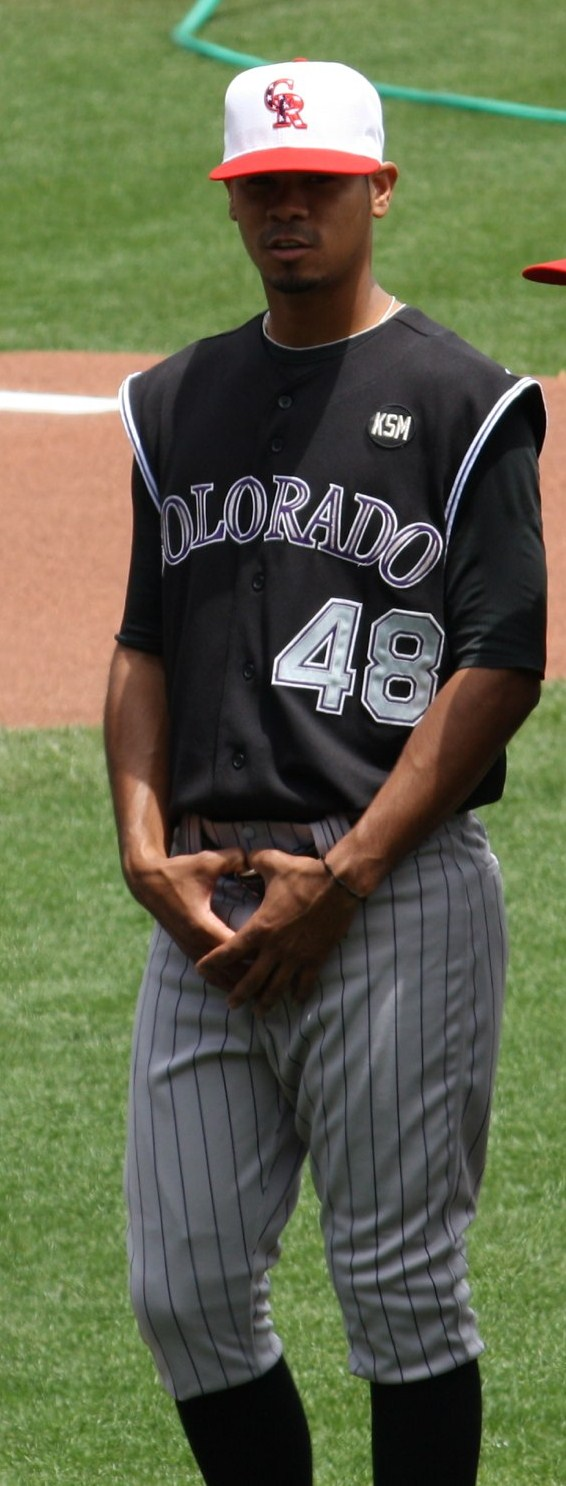
コロラド・ロッキーズ時代

2003年7月10日にコロラド・ロッキーズと契約。
2006年、傘下のパイオニアリーグのルーキー級キャスパー・ロッキーズでプロデビュー。15試合に先発登板して3勝6敗・防御率6.96・40奪三振の成績を残した。
2007年はA級アッシュビル・ツーリスツでプレーし、19試合（先発18試合）に登板して7勝4敗・防御率3.75・90奪三振の成績を残した。
2008年はA+級モデスト・ナッツで25試合に先発登板して9勝7敗・防御率3.95・116奪三振の成績を残した。
2009年3月4日にロッキーズとメジャー契約を結び、3月9日にAA級タルサ・ドリラーズへ異動した。開幕後はAA級タルサでプレーし、15試合に先発登板して8勝2敗・防御率2.48・83奪三振と好投したため、7月にAAA級コロラドスプリングス・スカイソックスへ昇格。AAA級コロラドスプリングスでは12試合（先発11試合）に登板して3勝5敗・防御率7.42・46奪三振の成績を残した。9月12日にメジャーへ昇格し、同日のサンディエゴ・パドレス戦で先発起用され、メジャーデビュー。4回を投げ3安打2失点2四球2奪三振だった。この年メジャーではこの1試合の登板にとどまった。
2010年3月5日にロッキーズと1年契約に合意。3月21日にAAA級コロラドスプリングスへ異動したが、開幕直前の4月3日にメジャーへ昇格した。開幕後はリリーフとして3試合に登板したが、4月16日にAAA級コロラドスプリングスへ降格。5月1日にリリーフのフアン・リンコンがDFAとなったため、メジャーへ昇格。昇格後は先発として2試合に登板したが、いずれの試合も打ち込まれたため、その後はリリーフに再配置された。5月23日のカンザスシティ・ロイヤルズ戦では5点リードの5回1死から登板し、2回を投げ5安打2失点だったが、メジャー初勝利を挙げた。6月2日にフランクリン・モラレスが故障者リストから復帰したため、AAA級コロラドスプリングスへ降格。6月30日に再昇格し、2試合に登板したが、7月9日にホルヘ・デラロサが故障者リストから復帰したため、AAA級コロラドスプリングスへ降格。8月8日に先発として再昇格し、同日のピッツバーグ・パイレーツ戦で2勝目を挙げたが、その後4試合では勝ち星を挙げることができず、9月からリリーフに復帰した。シーズン最終戦となった10月3日のセントルイス・カージナルス戦では先発として登板したが、4回7安打4失点（自責点2）で敗戦投手となった。この年は28試合（先発8試合）に登板して2勝3敗・防御率6.13・66奪三振の成績を残した。
2011年3月3日にロッキーズと1年契約に合意。開幕後は先発として5試合に登板し、3勝（1敗）を挙げたものの、防御率は7.66と結果を残せず、5月7日には広背筋の痛みを訴え、15日間の故障者リスト入りした。7月25日に復帰。8月から先発に復帰し2連勝したものの、その後は勝ち星から遠ざかり、9月中旬には再びリリーフに転向となった。この年は18試合（先発13試合）に登板して6勝6敗・防御率7.05・63奪三振の成績を残した。
2012年3月3日にロッキーズと1年契約に合意。リリーフとして開幕ロースター入りし、開幕後は23試合に登板したが、0勝2敗・防御率8.06と結果を残せず、6月9日にDFAとなった。

### インディアンス時代

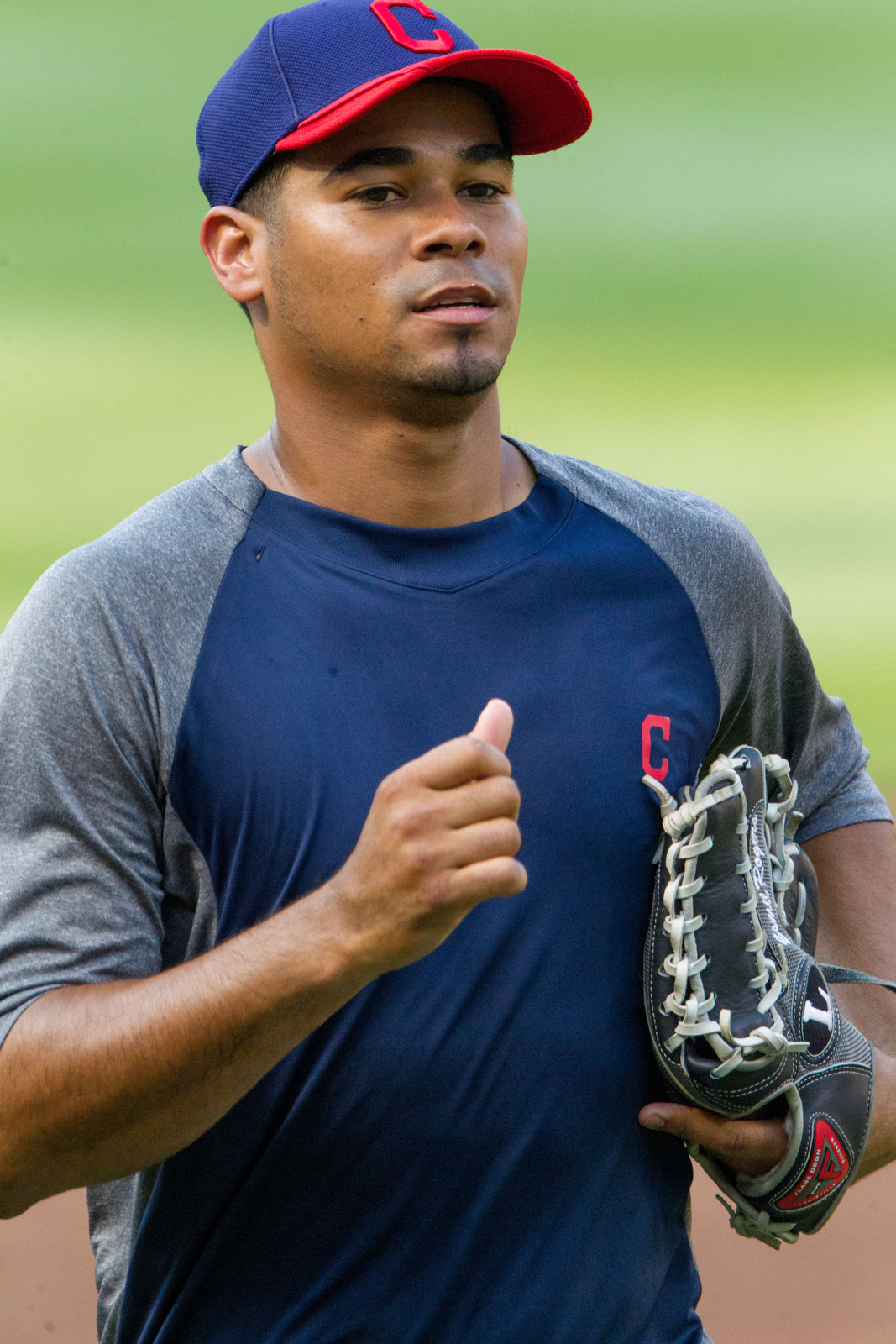
クリーブランド・インディアンス時代
(2012年6月28日)

2012年6月12日に金銭トレードで、クリーブランド・インディアンスへ移籍した。監督のマニー・アクタから「（打者有利の）クアーズ・フィールドから出れば活躍できる」と太鼓判を押された。
移籍後はリリーフとして44試合に登板して3勝1敗・防御率3.06・54奪三振と自己最高の成績を残した。

### ブルージェイズ時代
2012年11月3日にマイク・アビレス、ヤン・ゴームズとの2対1のトレードで、トロント・ブルージェイズへ移籍した。
2013年はリリーフとして開幕を迎えたが、5月に先発のJ.A.ハップが故障で離脱し、代わりに昇格したショーン・ノリンも不調でマイナーに降格するなど、先発投手が不足したため先発に復帰した。この年は44試合（先発20試合）に登板して5勝9敗・防御率4.77・96奪三振の成績を残した。
2014年1月17日にブルージェイズと185万ドルの1年契約を結んだ。開幕後は16試合に登板したが、5月23日にDFAとなり、翌24日に傘下のAAA級バッファロー・バイソンズへ降格した。降格後はAAA級バッファローで12試合に登板して2勝2敗・防御率3,14だった。7月22日にブルージェイズと再びメジャー契約を結んだ。しかしメジャーで登板することはなく、7月27日にDFAとなった。

### ヤンキース時代
2014年7月31日にウェイバー公示を経てニューヨーク・ヤンキースへ移籍した。移籍後は18試合（先発1試合）に登板して2勝0敗・防御率4.68・23奪三振の成績を残した。オフの12月3日にヤンキースと75万ドルの1年契約に合意した。
2015年6月13日に40人枠を外れる形で傘下のAAA級スクラントン・ウィルクスバリ・レイルライダースに降格した。同月28日に再びメジャー契約を結んで再昇格した。

### ハンファ時代
2015年8月1日に、不振により退団したシェーン・ユーマンの代役として、KBOリーグのハンファ・イーグルスと契約を結んだ。同月6日のLGツインズ戦で韓国プロ野球の外国人選手として初めて韓国初登板で1失点完投勝利を記録した。同年は6勝を記録。
2016年6月24日に肘の故障のため、ウェイバー公示され退団となった。

### ナショナルズ傘下時代
2017年8月1日にワシントン・ナショナルズとマイナー契約を結び、傘下のAAA級シラキュース・チーフスへ配属された。10月26日に後述の移籍のため自由契約となった。

### ネクセン時代
2017年10月26日にKBOリーグのネクセン・ヒーローズと契約を結び、2年振りの韓国球界復帰となった。
2018年6月21日、試合中の負傷によりヒーローズからウェーバー公示された。

### メキシカンリーグ時代
2019年4月3日にメキシカンリーグのオアハカ・ウォーリアーズと契約。17先発で6勝5敗、防御率7.19という成績にとどまり、7月20日にFAとなった。

### 中信兄弟時代
2020年1月8日にCPBLの中信兄弟に所属する事が決まった。
2020年は4月17日の統一ライオンズ戦でCPBL初登板し、7回1失点でCPBLでの初勝利投手となった。5月9日の楽天モンキーズ戦で判定に不服があり首脳陣が抗議するも覆らず、マウンドを降りる際に審判に暴言を吐き退場処分となり、翌日に成績不振で2軍に降格した。7月15日に一軍登録され翌日の富邦ガーディアンズ戦で約2ヶ月ぶりの一軍登板を果たすも、4回2失点という投球内容であった。8月には月間成績2勝、防御率0.97を記録し月間MVPに輝いた。9月5日の富邦ガーディアンズ戦でCPBLでの初完投勝利・初完封勝利を収めた。しかし同月26日に再び不安定な投球が続いたと判断され二軍へ降格した。最終的には6勝、防御率3.47を記録するも翌年の契約を結ばない事が決まった。
2021年2月20日に中信兄弟と再契約することが決まった。4月9日に来台し隔離を経て、7月14日に一軍合流し、同月20日に一軍昇格した。8月19日の富邦ガーディアンズ戦ではCPBL初となる4回までに12奪三振を記録するも、6回8失点と打ち込まれ敗戦投手となった。オフに外国人枠の関係で退団した。

### メキシカンリーグ復帰
2022年2月25日にメキシカンリーグのモンテレイ・サルタンズと契約した。8月1日に自由契約となった。
2023年は、グアダラハラ・マリアッチスとベラクルス・イーグルスでプレーした。

## 投球スタイル
94～98mph（約151.3km/h～157.7km/h）のフォーシームが全投球の約6割を占める。決め球は85～89mphのスライダーで、他に81～85mphのカーブ、90mph前後のカッターも投げる。チェンジアップは滅多に投げない（※球速はリリーフ登板時。データは2012年のPITCHf/x。）。

## 詳細情報

### 年度別投手成績
| 年 度     | 球 団     | 登 板 | 先 発 | 完 投 | 完 封 | 無 四 球 | 勝 利 | 敗 戦 | セ 丨 ブ | ホ 丨 ル ド | 勝 率 | 打 者 | 投 球 回 | 被 安 打 | 被 本 塁 打 | 与 四 球 | 敬 遠 | 与 死 球 | 奪 三 振 | 暴 投 | ボ 丨 ク | 失 点 | 自 責 点 | 防 御 率 | W H I P |
| --------- | --------- | ----- | ----- | ----- | ----- | -------- | ----- | ----- | -------- | ----------- | ----- | ----- | -------- | -------- | ----------- | -------- | ----- | -------- | -------- | ----- | -------- | ----- | -------- | -------- | ------- |
| 2009      | COL       | 1     | 1     | 0     | 0     | 0        | 0     | 0     | 0        | 0           | ----  | 16    | 4.0      | 3        | 0           | 2        | 0     | 0        | 3        | 0     | 0        | 2     | 2        | 4.50     | 1.25    |
| 2010      | COL       | 28    | 8     | 0     | 0     | 0        | 2     | 3     | 0        | 1           | .400  | 333   | 72.0     | 94       | 5           | 26       | 2     | 5        | 66       | 5     | 2        | 59    | 49       | 6.13     | 1.67    |
| 2011      | COL       | 18    | 13    | 0     | 0     | 0        | 6     | 6     | 0        | 0           | .500  | 404   | 83.0     | 110      | 14          | 47       | 5     | 6        | 63       | 5     | 1        | 65    | 65       | 7.05     | 1.89    |
| 2012      | COL       | 23    | 0     | 0     | 0     | 0        | 0     | 2     | 0        | 2           | .000  | 131   | 25.2     | 36       | 2           | 18       | 2     | 2        | 29       | 5     | 0        | 23    | 23       | 8.06     | 2.10    |
| 2012      | CLE       | 44    | 0     | 0     | 0     | 0        | 3     | 1     | 0        | 6           | .750  | 217   | 53.0     | 47       | 5           | 12       | 2     | 3        | 54       | 5     | 0        | 19    | 18       | 3.06     | 1.11    |
| '12計     | CLE       | 67    | 0     | 0     | 0     | 0        | 3     | 3     | 0        | 8           | .500  | 348   | 78.2     | 83       | 7           | 30       | 4     | 5        | 83       | 10    | 0        | 42    | 41       | 4.69     | 1.44    |
| 2013      | TOR       | 44    | 20    | 0     | 0     | 0        | 5     | 9     | 0        | 4           | .357  | 598   | 137.2    | 152      | 21          | 44       | 2     | 6        | 96       | 7     | 2        | 76    | 73       | 4.77     | 1.42    |
| 2014      | TOR       | 16    | 0     | 0     | 0     | 0        | 0     | 0     | 0        | 1           | .000  | 96    | 20.2     | 28       | 5           | 7        | 0     | 1        | 21       | 1     | 0        | 17    | 16       | 6.97     | 1.69    |
| 2014      | NYY       | 18    | 1     | 0     | 0     | 0        | 2     | 0     | 0        | 3           | 1.000 | 106   | 25.0     | 22       | 3           | 10       | 0     | 1        | 23       | 0     | 1        | 13    | 13       | 4.68     | 1.28    |
| '14計     | NYY       | 34    | 1     | 0     | 0     | 0        | 2     | 0     | 0        | 4           | 1.000 | 202   | 45.2     | 50       | 8           | 17       | 0     | 2        | 44       | 1     | 1        | 30    | 29       | 5.72     | 1.47    |
| 2015      | NYY       | 18    | 0     | 0     | 0     | 0        | 1     | 1     | 0        | 1           | .500  | 153   | 33.0     | 41       | 5           | 14       | 0     | 2        | 31       | 6     | 0        | 29    | 23       | 6.27     | 1.67    |
| 2015      | ハンファ  | 10    | 10    | 4     | 3     | 1        | 6     | 2     | 0        | 0           | .750  | 296   | 75.2     | 62       | 2           | 20       | 0     | 4        | 60       | 1     | 1        | 26    | 25       | 2.97     | 1.08    |
| 2016      | ハンファ  | 6     | 6     | 1     | 0     | 0        | 2     | 3     | 0        | 0           | .400  | 160   | 37.2     | 42       | 3           | 12       | 0     | 2        | 24       | 0     | 3        | 22    | 18       | 4.30     | 1.43    |
| 2018      | ネクセン  | 13    | 13    | 1     | 0     | 0        | 5     | 4     | 0        | 0           | .556  | 345   | 83.0     | 89       | 7           | 16       | 0     | 5        | 65       | 8     | 0        | 40    | 35       | 3.80     | 1.27    |
| 2020      | 兄弟      | 17    | 17    | 2     | 1     | 0        | 6     | 4     | 0        | 0           | .600  | 461   | 109.0    | 111      | 8           | 28       | 2     | 7        | 113      | 2     | 2        | 50    | 42       | 3.47     | 1.28    |
| 2021      | 兄弟      | 17    | 12    | 0     | 0     | 0        | 2     | 5     | 0        | 0           | .286  | 346   | 78.1     | 92       | 4           | 21       | 0     | 4        | 67       | 6     | 2        | 46    | 43       | 4.94     | 1.44    |
| MLB：7年  | MLB：7年  | 210   | 43    | 0     | 0     | 0        | 19    | 22    | 0        | 18          | .463  | 2054  | 454.0    | 533      | 60          | 180      | 13    | 26       | 386      | 34    | 6        | 303   | 282      | 5.59     | 1.57    |
| KBO：3年  | KBO：3年  | 29    | 29    | 6     | 3     | 1        | 13    | 9     | 0        | 0           | .591  | 801   | 196.1    | 193      | 12          | 48       | 0     | 11       | 149      | 9     | 4        | 88    | 78       | 3.58     | 1.23    |
| CPBL：2年 | CPBL：2年 | 34    | 29    | 2     | 1     | 0        | 8     | 9     | 0        | 0           | .471  | 807   | 187.1    | 203      | 12          | 49       | 2     | 11       | 180      | 8     | 4        | 96    | 85       | 4.08     | 1.33    |

- 2021年度シーズン終了時
- 各年度の太字はリーグ最高

### 表彰
CPBL
- 月間MVP：1回（投手部門：2020年8月）

### 記録
初記録
CPBL
- 初登板・初先発登板・初勝利・初先発勝利：2020年4月17日、対統一ライオンズ2回戦（台中インターコンチネンタル野球場）、7回1失点
- 初奪三振：同上、1回表に林靖凱から空振り三振
- 初完投勝利・初完封勝利：2020年9月5日、対富邦ガーディアンズ29回戦（台中インターコンチネンタル野球場）、9回無失点

### 背番号
- 48（2009年 - 2012年途中）
- 32（2012年途中 - 2014年途中）
- 53（2014年途中 - 2015年途中）
- 42（2015年途中 - 2016年）
- 45（2018年）
- 22（2019年）
- 35（2020年 - 2021年）